# اچ‌ام‌اس مجستیک (۱۸۹۵)
اچ‌ام‌اس مجستیک (۱۸۹۵) (به انگلیسی: HMS Majestic (1895)) یک کشتی بود که طول آن ۴۲۱ فوت (۱۲۸ متر) بود. این زیردریایی در سال ۱۸۹۵ ساخته شد.